# マツカサススキ
マツカサススキ Scirpus mitsukurianus は、カヤツリグサ科アブラガヤ属の植物の1つ。1mを超える大型の草で、多数の小穂からなる花序をつくり、丸っこい小穂を10個以上まとめて付ける。

## 特徴
大きな株を作る多年生の草本。茎は高さ100-150cmにまでなる。茎は太くて硬く、5-7の節があり、その断面は鈍い3稜形をしている。葉は根出状に出て、また茎の節からも出る。葉身は線形で扁平、幅は4-8mm。茎の葉ではその基部が筒状の鞘となって密着して茎を包んでおり、その長さは3-10cmになる。
花期は8-10月。花序は複散房状で、茎の先端に一番大きな花序がでてその長さは5-10cmになるが、より小さい花序が下の節からも出る。花序の基部から出る総苞片は3-5あって葉状に発達して、長いものは花序より長く伸びる。花序は柄の先端に10-20個の小穂が集まったものから構成され、個の小穂の集まりは径1-1.5cmになる。小穂には柄がなく、楕円形で長さ4-6mm、褐黒灰色を帯びる。小穂は多数の鱗片がらせん状に配列したもので、その鱗片は狭卵形をしており長さ3mm、幅0.7mmで淡褐色。雌しべの柱頭は3個で、その周囲に並ぶ針状花被片5-6本で、糸状にくねって長く、長さは5mmと果実より長い。またその先端近くの縁はまばらに上向きの小さな突起がある。
和名は頭状に集まった小穂の様子から名付けられたもので、学名の種小名は牧野が勤務していた当時の東京帝国大学学長であった箕作佳吉に献名されたものである。

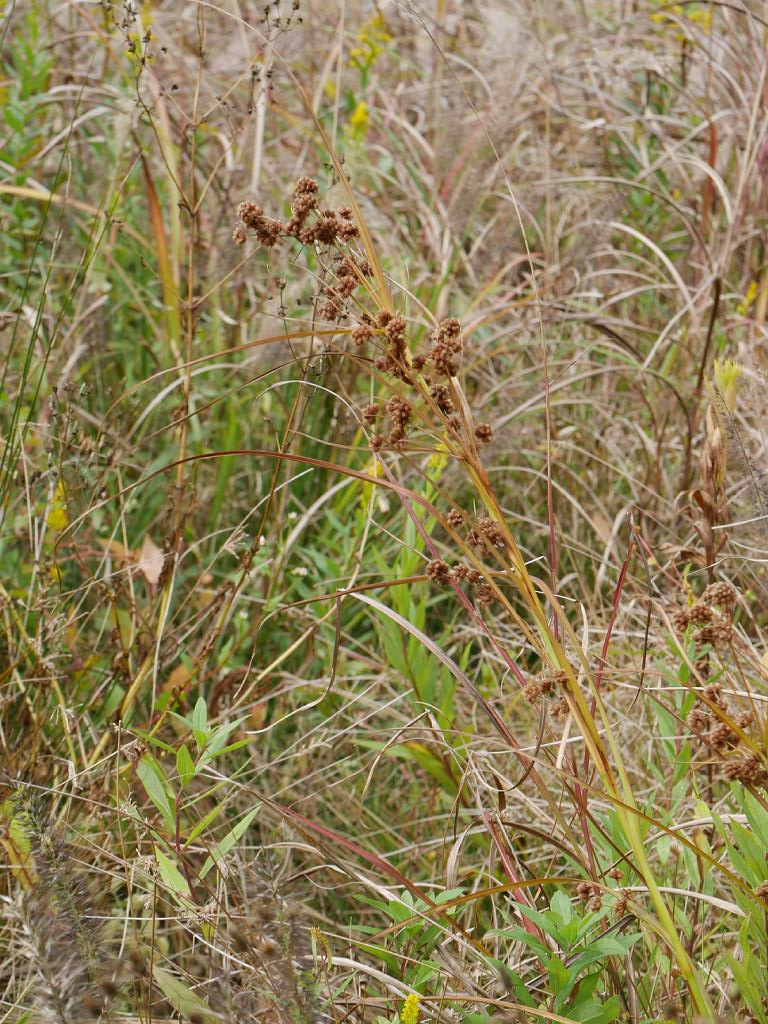
花序全体の様子
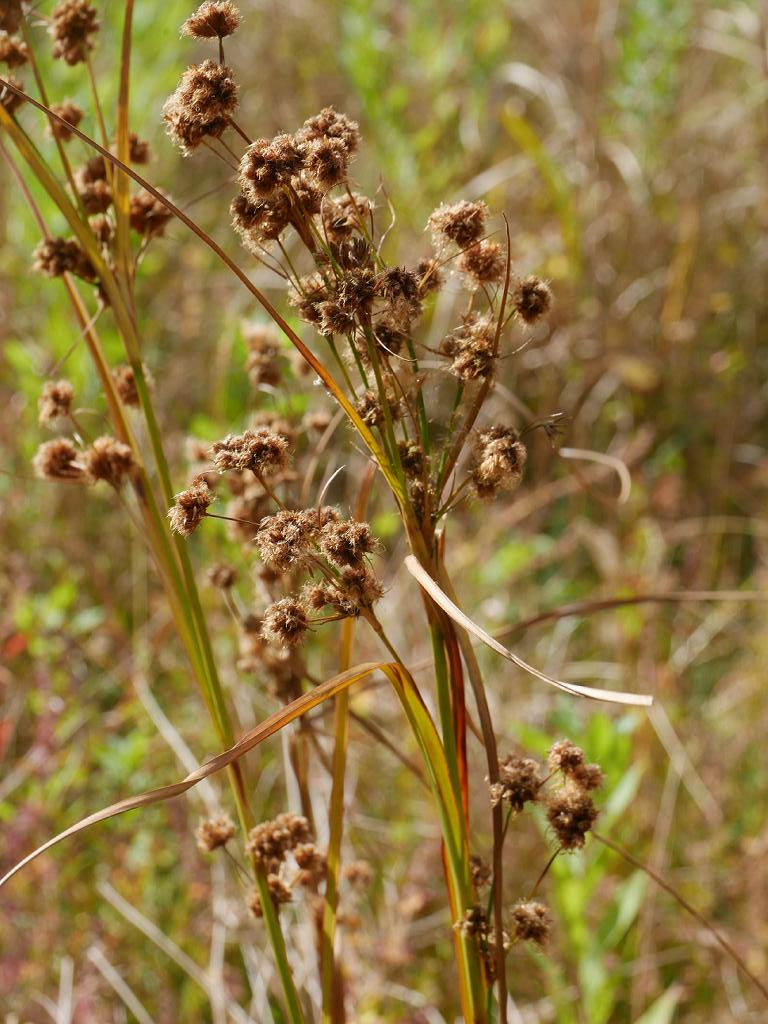
古くなった花序 鱗片がほぐれてきている
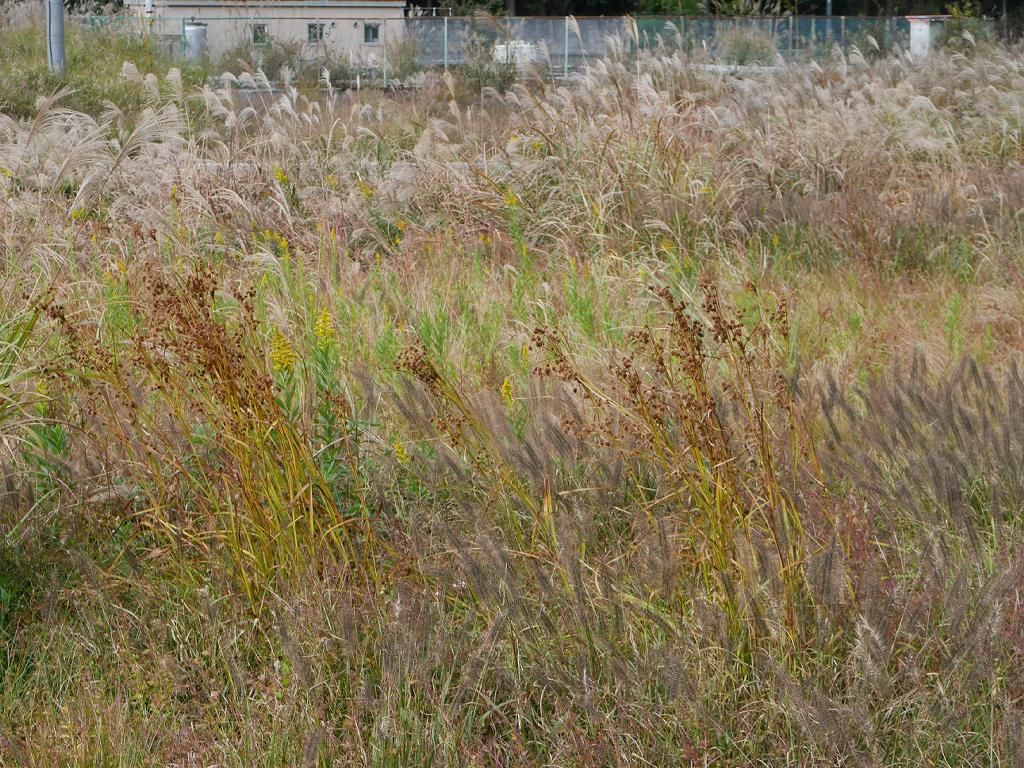
生育環境 和歌山県高野町

## 分布と生育環境
日本固有種であり、本州、四国、九州に掛けて分布する。ただし普遍的に見られるものではない。図鑑等では『稀少』等と記されたものは見当たらないが、例えば岡山県での生育地は二カ所のみとの報告があり、その中でも個体数は少ないとのこと。後述のように分布域に全体にわたってかなりの数の都府県で絶滅危惧種の指定があり、多くの地域で稀少であることがうかがえる。
陽当たりのよい草原湿地に生える。平地の湿地に生育する。

## 類似種

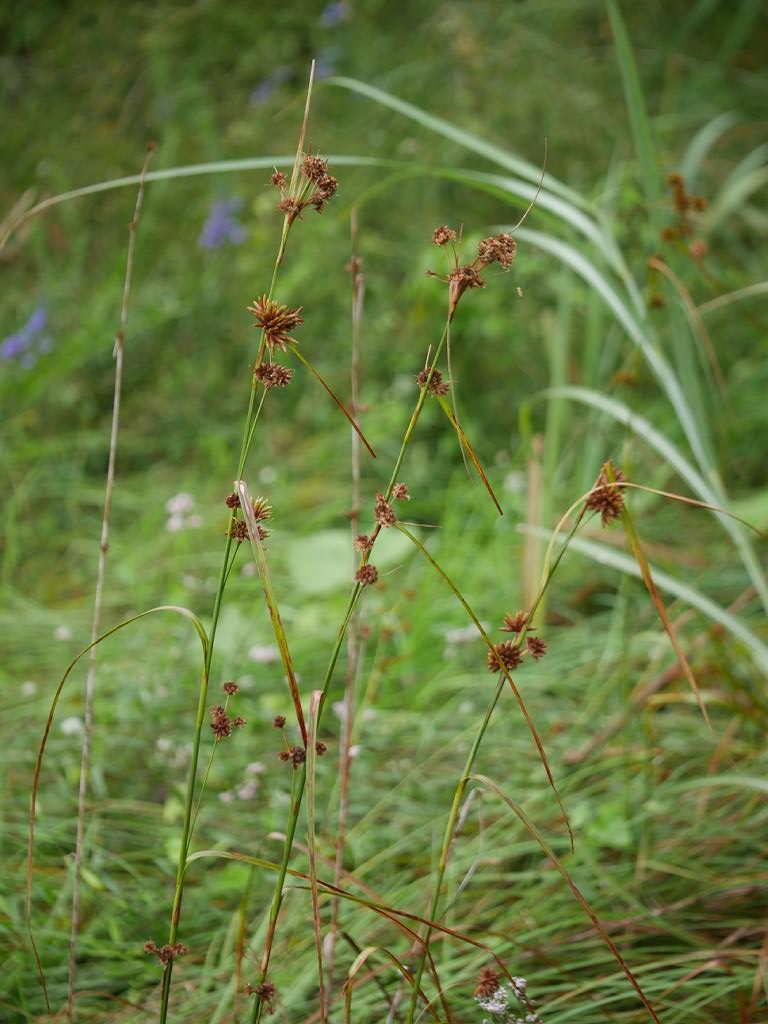
コマツカサススキ

本種の属するアブラガヤ属には9種が知られ、タカネクロスゲ S. maximoviczii 以外はいずれも背丈が1mほどになる大柄の草本で、鱗片が螺旋状に並んだ小穂が数10個以上もつくものである。しかしその多くは小穂を個々ばらばらか、せいぜい数個ずつの集団につけるもので、それに対して本種は小穂を10個以上も集めてつけることで一目で区別できる。
同様に小穂を集団につけるものにはコマツカサススキ S. fuirenoides 、ヒメマツカサススキ S. karuisawaensis がある。コマツカサススキはより小型で、枝分かれが少ないことで区別される。コマツカサススキの名は本種に似て小型であることに依る。ヒメマツカサススキはコマツカサススキに似て、側生の分花序の数が5-10と多いことで区別される。またこれら2種は小穂の鱗片が本種より幅広くて卵形であることでも区別される。

## 保護の状況
環境省のレッドデータブックには取り上げられていないが、分布域全域にわたる24都府県で何かのレベルの絶滅危惧種として取り上げられている。更に詳細に見ると、四国では全県で指定があり、近畿では和歌山以外の府県で指定されている。では和歌山県では普通かというとそうではなく、それどころかこの県では採集記録そのものが4回しかなく、それもすべて県北部に限られており、どうやら絶滅危惧種の検討対象にすら上らなかったらしい。要するに近畿から四国にかけては全面的に絶滅危惧扱いである。
京都では生育地の減少が明らかであるとし、その理由として湿地や河川敷など本種の生育地が容易に開発されがちであること、美しい花をつけることもない目立たない植物であるために意識されず、犠牲になりやすいことなどを挙げている。